# Myanmar tại Thế vận hội
Myanmar lần đầu tiên tham gia Thế vận hội với tên Miến Điện vào năm 1948, và đã gửi các vận động viên (VĐV) tới các kỳ Thế vận hội Mùa hè kể từ đó, trừ kỳ năm 1976. Nước này chưa từng tham dự Thế vận hội Mùa đông. Từ kỳ vận hội năm 1992, tên Myanmar được sử dụng tại Thế vận hội.
Tính đến 2016, chưa VĐV Myanmar nào từng giành huy chương Olympic. Kay Thi Win từng đứng ở vị trí thứ tư môn Cử tạ tại Thế vận hội Mùa hè 2000 – Hạng cân 48 kg nữ.
Ủy ban Olympic quốc gia của Myanmar được thành lập năm 1947 và được công nhận bởi Ủy ban Olympic Quốc tế vào cùng năm.

## Bảng huy chương

### Thế vận hội Mùa hè
| Thế vận hội           | Số VĐV                                  | Vàng                                    | Bạc                                     | Đồng                                    | Tổng số                                 | Xếp thứ                                 |
| 1896–1936             | tham dự như một phần của Anh Quốc (GBR) | tham dự như một phần của Anh Quốc (GBR) | tham dự như một phần của Anh Quốc (GBR) | tham dự như một phần của Anh Quốc (GBR) | tham dự như một phần của Anh Quốc (GBR) | tham dự như một phần của Anh Quốc (GBR) |
| Luân Đôn 1948         | 4                                       | 0                                       | 0                                       | 0                                       | 0                                       | –                                       |
| Helsinki 1952         | 5                                       | 0                                       | 0                                       | 0                                       | 0                                       | –                                       |
| Melbourne 1956        | 11                                      | 0                                       | 0                                       | 0                                       | 0                                       | –                                       |
| Roma 1960             | 10                                      | 0                                       | 0                                       | 0                                       | 0                                       | –                                       |
| Tokyo 1964            | 11                                      | 0                                       | 0                                       | 0                                       | 0                                       | –                                       |
| Thành phố México 1968 | 4                                       | 0                                       | 0                                       | 0                                       | 0                                       | –                                       |
| München 1972          | 18                                      | 0                                       | 0                                       | 0                                       | 0                                       | –                                       |
| Montréal 1976         | không tham dự                           | không tham dự                           | không tham dự                           | không tham dự                           | không tham dự                           | không tham dự                           |
| Moskva 1980           | 2                                       | 0                                       | 0                                       | 0                                       | 0                                       | –                                       |
| Los Angeles 1984      | 1                                       | 0                                       | 0                                       | 0                                       | 0                                       | –                                       |
| Seoul 1988            | 2                                       | 0                                       | 0                                       | 0                                       | 0                                       | –                                       |
| Barcelona 1992        | 4                                       | 0                                       | 0                                       | 0                                       | 0                                       | –                                       |
| Atlanta 1996          | 3                                       | 0                                       | 0                                       | 0                                       | 0                                       | –                                       |
| Sydney 2000           | 7                                       | 0                                       | 0                                       | 0                                       | 0                                       | –                                       |
| Athens 2004           | 2                                       | 0                                       | 0                                       | 0                                       | 0                                       | –                                       |
| Bắc Kinh 2008         | 6                                       | 0                                       | 0                                       | 0                                       | 0                                       | –                                       |
| Luân Đôn 2012         | 6                                       | 0                                       | 0                                       | 0                                       | 0                                       | –                                       |
| Rio de Janeiro 2016   | 7                                       | 0                                       | 0                                       | 0                                       | 0                                       | –                                       |
| Tokyo 2020            | chưa diễn ra                            |                                         |                                         |                                         |                                         |                                         |
| Paris 2024            | chưa diễn ra                            |                                         |                                         |                                         |                                         |                                         |
| Los Angeles 2028      | chưa diễn ra                            |                                         |                                         |                                         |                                         |                                         |
| Tổng số               | Tổng số                                 | 0                                       | 0                                       | 0                                       | 0                                       | –                                       |